# Agatha Barbara
Agatha Barbara (Żabbar, 11 de Março de 1923 — Żabbar, 4 de Fevereiro de 2002) foi uma professora e política maltesa, foi ministra da Instrução de seu país de 1955 a 1958 e de 1971 a 1974. Foi desde 16 de fevereiro de 1982 até 16 de fevereiro de 1987, o terceiro presidente e a primeira mulher que se tornou chefe de estado de Malta.

## Biografia
Agatha Barbara nasceu em Żabbar em 1923 e estudou em La Valletta. Durante a Segunda Guerra Mundial trabalhou na proteção anti-aerea.
Foi professora nos anos 40. Em 1947 foi a única mulher a concorrer ao parlamento e a primeira mulher a ser eleita para o Parlamento maltês.
Foi Ministra da Instrução de 1955 atè 1958 no Governo de Dom Mintoff quando promulgou a lei da instrução orbigatória para as crianças. Em 1958 foi presa por 43 dias e condenada a trabalhos forçados para ter entrado em greve em seguida às dimissões de Dom Mintoff.
Foi Ministra da Educação e Cultura no Segundo Governo Trabalhista, em 1955, tornando-se a primeira mulher maltesa a ocupar uma pasta ministerial.
Novamente ministra da Instrução de 1971 até 1974, foi eleita em 1982 como terceira chefe de estado de Malta, pasta que manteve até 1987, ano em que se aposentou retirando-se na sua casa de Żabbar.
Faleceu em 4 de Fevereiro de 2002.

## Lembranças
- Um retrato de Agatha Barbara foi colocado numa nota de dinheiro maltês.
- Em 23 de Abril de 2006, o então Presidente Edward Fenech-Adami, inaugurou em Żabbar um monumento dedicado à sra Barbara, sua antiga adversária politica.